# Nikolai Zaytsev
Nikolai Yevgenyevich Zaytsev (tiếng Nga: Николай Евгеньевич Зайцев; sinh ngày 1 tháng 6 năm 1989) là một cầu thủ bóng đá người Nga. Hiện tại anh thi đấu ở vị trí tiền vệ trung tâm hay trung vệ cho FC Amkar Perm.

## Sự nghiệp câu lạc bộ
Anh có màn ra mắt tại Giải bóng đá ngoại hạng Nga năm 2007 cho FC Kuban Krasnodar.

## Thống kê sự nghiệp

### Câu lạc bộ
Tính đến 20 tháng 5 năm 2018
| Câu lạc bộ                | Mùa giải             | Giải vô địch                | Giải vô địch | Giải vô địch | Cúp     | Cúp       | Châu lục | Châu lục  | Khác    | Khác      | Tổng cộng | Tổng cộng |
| Câu lạc bộ                | Mùa giải             | Hạng đấu                    | Số trận      | Bàn thắng    | Số trận | Bàn thắng | Số trận  | Bàn thắng | Số trận | Bàn thắng | Số trận   | Bàn thắng |
| ------------------------- | -------------------- | --------------------------- | ------------ | ------------ | ------- | --------- | -------- | --------- | ------- | --------- | --------- | --------- |
| Krasnodar-2000            | 2006                 | PFL                         | 12           | 0            | 0       | 0         | –        | –         | –       | –         | 12        | 0         |
| Krasnodar-2000            | 2007                 | PFL                         | 15           | 2            | 1       | 0         | –        | –         | –       | –         | 16        | 2         |
| Kuban Krasnodar           | 2007                 | Giải bóng đá ngoại hạng Nga | 1            | 0            | 0       | 0         | –        | –         | –       | –         | 1         | 0         |
| CSKA Moscow               | 2008                 | Giải bóng đá ngoại hạng Nga | 0            | 0            | 0       | 0         | 0        | 0         | –       | –         | 0         | 0         |
| Chernomorets Novorossiysk | 2009                 | FNL                         | 3            | 0            | 0       | 0         | –        | –         | –       | –         | 3         | 0         |
| Krasnodar-2000            | 2009                 | PFL                         | 15           | 3            | 0       | 0         | –        | –         | –       | –         | 15        | 3         |
| Krasnodar-2000            | Tổng cộng (2 spells) | Tổng cộng (2 spells)        | 42           | 5            | 1       | 0         | 0        | 0         | 0       | 0         | 43        | 5         |
| Neftekhimik Nizhnekamsk   | 2010                 | PFL                         | 25           | 7            | 1       | 0         | –        | –         | –       | –         | 26        | 7         |
| Mordovia Saransk          | 2011–12              | FNL                         | 4            | 0            | 1       | 0         | –        | –         | –       | –         | 5         | 0         |
| Gazovik Orenburg          | 2011–12              | FNL                         | 10           | 0            | 0       | 0         | –        | –         | –       | –         | 10        | 0         |
| Volga Nizhny Novgorod     | 2012–13              | Giải bóng đá ngoại hạng Nga | 17           | 0            | 1       | 0         | –        | –         | –       | –         | 18        | 0         |
| Volga Nizhny Novgorod     | 2013–14              | Giải bóng đá ngoại hạng Nga | 0            | 0            | –       | –         | –        | –         | –       | –         | 0         | 0         |
| Volga Nizhny Novgorod     | Tổng cộng            | Tổng cộng                   | 17           | 0            | 1       | 0         | 0        | 0         | 0       | 0         | 18        | 0         |
| Alania Vladikavkaz        | 2013–14              | FNL                         | 11           | 0            | 2       | 0         | –        | –         | –       | –         | 13        | 0         |
| Neftekhimik Nizhnekamsk   | 2013–14              | FNL                         | 9            | 2            | –       | –         | –        | –         | –       | –         | 9         | 2         |
| Neftekhimik Nizhnekamsk   | Tổng cộng (2 spells) | Tổng cộng (2 spells)        | 34           | 9            | 1       | 0         | 0        | 0         | 0       | 0         | 35        | 9         |
| Tosno                     | 2014–15              | FNL                         | 31           | 4            | 2       | 0         | –        | –         | 2       | 0         | 35        | 4         |
| Amkar Perm                | 2015–16              | Giải bóng đá ngoại hạng Nga | 22           | 0            | 3       | 1         | –        | –         | –       | –         | 25        | 1         |
| Amkar Perm                | 2016–17              | Giải bóng đá ngoại hạng Nga | 27           | 2            | 2       | 0         | –        | –         | –       | –         | 29        | 2         |
| Amkar Perm                | 2017–18              | Giải bóng đá ngoại hạng Nga | 14           | 0            | 2       | 0         | –        | –         | –       | –         | 16        | 0         |
| Amkar Perm                | Tổng cộng            | Tổng cộng                   | 63           | 2            | 7       | 1         | 0        | 0         | 0       | 0         | 70        | 3         |
| Tổng cộng sự nghiệp       | Tổng cộng sự nghiệp  | Tổng cộng sự nghiệp         | 216          | 20           | 15      | 1         | 0        | 0         | 2       | 0         | 233       | 21        |